# 仰天湖瑶族乡
仰天湖瑶族乡，原为大塘瑶族乡，是中华人民共和国湖南省郴州市北湖区下辖的一个民族乡。

## 行政区划
仰天湖瑶族乡下辖以下村级行政区划单位：
大塘社区、宽洞村、大塘村、渣梨洞村和西江村。